# Francisco Amighetti

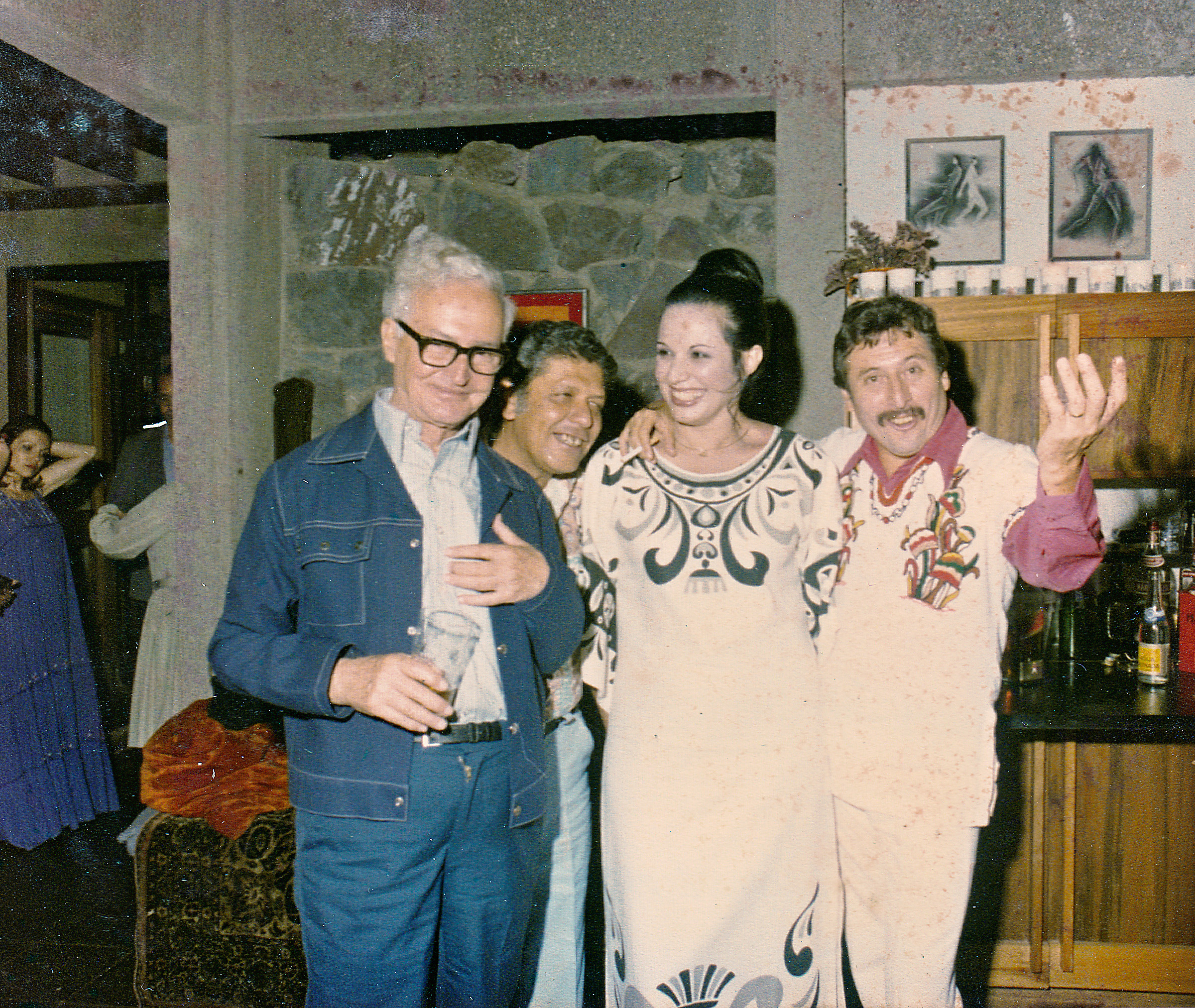
Don Paco Amighetti con Luis Daell y César Valverde

Francisco Amighetti Ruiz (San José, 1 de junio de 1907 - 12 de noviembre de 1998), fue un pintor, grabador y escritor costarricense. Realizó más de 500 obras, en su mayoría grabados, muchas de ellas recibiendo importantes reconocimientos a nivel nacional e internacional. En Costa Rica se le considera uno de los más influyentes artistas nacionales del siglo xx, en cuya obra retrata la sociedad y cultura costarricense. En 1970 se le otorgó el Premio Nacional de Cultura Magón. En 2010, la Asamblea Legislativa de Costa Rica lo declaró Benemérito de la Patria, reconociéndolo como un ciudadano insigne y como uno de los más destacados y emblemáticos costarricenses del siglo xx.

## Biografía
Hijo de Juan Amighetti Petensi y Ángela Ruiz Echeverría, estudió en el Liceo de Costa Rica, en el que años más tarde sería profesor de dibujo, y luego asistió durante un año a la Academia de Bellas Artes; trabaja como escribiente en las oficinas de Tributación Directa. Publica su Álbum de dibujos, sobre el que Carmen Lyra escribirá en la revista cultural Repertorio Americano de Joaquín García Monge un artículo titulado Con el Álbum de Paco Amighetti, que sale en el mes de diciembre de 1926. Más tarde, García Monge le publicará sus xilografías en dicha revista.
Tres años más tarde, Amiguetti se casó con la escritora y folclorista Emilia Prieto, con quien tuvo dos hijos, José Pablo y Cecilia. Con la pintora Flora Luján –su segunda esposa, cuyo matrimonio data de 1936– tendrá dos hijas: Olga y Marta. Su tercera mujer será Isabel Vargas Facio, a quien conocerá en 1976.
En 1923 ingresó a la Academia de Bellas Artes dirigida por el artista español Tomás Povedano, pero su estadía en dicha institución fue breve, pues sintió que el método académico limitaba sus cualidades artísticas. De este modo, decidió continuar su quehacer artístico al margen de la academia.
Entre 1928 y 1937, participó en las exposiciones de artes plásticas auspiciadas por el Diario de Costa Rica, en las cuales se puso frente a frente el arte académico de tendencia europeizante, con un nuevo movimiento artístico surgido de un grupo de artistas denominado La Nueva Sensibilidad. Amighetti compartió con este grupo su inquietud por la temática nacional (el campesino, el hombre de la calle, las actividades cotidianas, la mujer, la maternidad), la que utilizó a partir de aquel momento para realizar sus obras.
En 1931 se convirtió en profesor de Dibujo y Xilografía en la Escuela Normal de Costa Rica, pero un año después, viajó a Suramérica para trabajar en revistas y periódicos con dibujos y xilografías, y escribir crónicas. Regresó a Costa Rica dos años después, donde se dedicó a ilustrar libros de autores nacionales, así como textos educativos.
A principios de la década de 1940 viaja a México a estudiar la técnica de mural en la Escuela la Esmeralda. En 1943 amplió sus estudios de arte en la Universidad de Nuevo México, de pintura al fresco en la Ciudad de México y de grabado en la Escuela Superior de Bellas Artes de Argentina, así como en academias de arte en los Estados Unidos. Cuando regresa a Costa Rica realiza su primer mural al fresco, La agricultura, en la Casa Presidencial. Después pintará murales en el Banco Nacional de Alajuela, en el Colegio Lincoln; en la Clínica de la Caja Costarricense de Seguro Social en Tibás; para la Biblioteca del Policlínico de dicha Caja ya había hecho antes cuatro murales.
Un año después, en 1944, fue nombrado profesor de Historia del Arte y Xilografía en la Escuela de Bellas Artes de la Universidad de Costa Rica, y en 1957, fue profesor de la Facultad de Ciencias y Letras de dicha institución, fungiendo como catedrático de Práctica y Apreciación de Artes Plásticas. A partir de 1968, se dedicó enteramente a la creación artística.

## Fallecimiento
Falleció en San José, el 12 de noviembre de 1998 a los 91 años de edad.

## Obra
“Me alimento de la vida cotidiana. Para mí lo extraordinario amanece todos los días”.
Francisco Amighetti.

### Artes plásticas
Amighetti se destacó por su conocimiento en las diferentes técnicas plásticas, destacándose especialmente como muralista. A lo largo de su prolongada carrera, ensayó las distintas tendencias que aparecieron en el campo de la pintura. Al final de su vida, se dedicó casi exclusivamente al grabado en madera.
La pintura de Amighetti cambió conforme el tiempo transcurrió, tanto en la forma de su ejecución como en la temática. Hacia finales de los años 40, predominó la técnica del mural, siendo el tema de la pintura de carácter popular el más tratado: el santero con su arte primitivo e ingenuo; el pórtico de una iglesia, el campesino arrodillado para oír misa; las mujeres en una roca a la orilla de un río, esbeltas, con los senos en actitud de alzar vuelo o como lanzas saeteando el aire de deseos; las prostitutas en un centro bar capitalino. En sus óleos, refleja también un profundo y patente sentimiento religioso.
Murales
Francisco Amighetti es uno de los iniciadores de la pintura mural en Costa Rica. Se encuentran murales suyos en varios edificios: Museo de Arte Costarricense, Banco Nacional de Alajuela, Hospital Rafael Ángel Calderón Guardia, Lincoln School y Clínica Dr. Clorito Picado. Las escenas representadas presentan un sabor autóctono, con sobriedad en el color y en el tema.
- Medicina rural, 1952, 105 x 247 cm, mural en el Hospital Rafael Ángel Calderón Guardia.
- Medicina indígena, 1952, 105 x 247 cm, mural en la Caja Costarricense del Seguro Social
- La agricultura, 1948, 109 x 513 cm, mural en el Museo de Arte Costarricense

Óleos
Los óleos los realizó sobre tela o sobre tablas preparadas recubiertas de yeso, en estas últimas, trabajadas en capas transparentes y con pinceladas en una dirección evidente. Realizó la mayoría de sus retratos en este técnica.
- Flora peinándose, 1951, retrato en óleo sobre tela de Flora Luján.
- Flora Luján, 1944, 70 x 64 cm
- Retrato de Liana González, 1948, 38.8 x 31 cm, colección privada.
- Autorretrato, 1951, óleo sobre tela, colección de Daniel Yankelewitz.
- Margarita Bertheau, 1946, 72 x 53 cm
- Olga con estola blanca, 64 x 47 cm
- Amparo, 1947, 49.5 x 41 cm

Acuarelas
Sus dibujos en acuarela fueron parte importante de la obra de Amighetti. Estas pinturas se distinguen por la constante aparición de la temática en torno al hombre, desarrollado también en el mural y xilografía. Amighetti inició en la acuarela hacia la década de 1950, siendo las décadas del 60 y 70 cuando más utilizó esta técnica. En la acuarela, Amighetti trata el color como un elemento expresivo, creando junto con la línea una serie de planos visuales.
- Patio y niños, 1949, 37 x 54 cm
- Marta con sombrero, 1946, 35 x 25 cm
- Roca caballo, 1948, 54.5 x 41 cm
- Procesión, 1946, 40 x 26 cm

Grabados
Los temas de la muerte, la vejez y la agresividad fueron tratados en la cromoxilografía, proyectando en este técnica sus inquietudes personales. Amighetti se inicia en la xilografía en la década de 1920, aparentemente influenciado por el arte japonés y el expresionismo alemán, con los que entra en contacto por medio de libros. Sus primeros grabados en madera fueron publicados en Repertorio Americano. Las figuras de los grabados son esquematizadas, pero de gran contenido expresionista. El tema de la ironía predomina en sus grabados, la cual es muy sutil, de tristeza y angustia. En estas obras, retrata la poesía cotidiana de los barrios bajos de las grandes ciudades. Las xilografías inicialmente fueron de pequeño formato, en blanco y negro para ilustrar libros. Posteriormente, con la técnica de la cromoxilografía, crea obras de mayor formato, en especial en la década de 1960.  La xilografía de Francisco Amighetti creó una escuela nacional de esta técnica en Costa Rica.
- El solitario, cromoxilografía, 1983.
- La niña y el viento,  cromoxilografía 1969, 30 x 50.5 cm, colección Museo del Arte Costarricense.
- El niño y la nube, cromoxilografía 1969, 30 x 50 cm
- Autorretrato, grabado en madera, 1941
- Viejos esperando la muerte, cromoxilografía, 1982, 43.5 x 90 cm
- Autorretrato, 1968, 50 x 77 cm
- Conflicto gato y niño, 1969, 29 x 50 cm
- Asilo de ancianos, 1973, 78 x 45 cm
- Juego de pólvora, 1983, 51 x 34.5 cm
- Paloma blanca, 1968, 35.5 x 50 cm
- Esfinges, 1970, 59 x 38 cm

### Literatura
Fue también un poeta de gran sensibilidad, como lo demuestra los versos de Lillian Edwards; su primer poemario apareció en 1936. En 1947 publica su libro Francisco en Harlem, ilustrado con 31 xilografías suyas en blanco y negro.
Amighetti publicó tres libros autobiográficos, así como muchos artículos referentes al arte y a sus experiencias personales. En sus libros, las ilustraciones funcionan como complemento de sus palabras. Sus poemas poseen una claridad que canta sin ostentaciones con una voz profunda y acento. La temática puede hablar sobre el musgo, un atardecer o un camino, del recuerdo de un amor entre sombras nostálgicas, formadas con finas palabras, suaves como los colores, líricas como el sonido del viento entre los árboles.
Publicó los siguientes libros:
- Poesía (1936)
- Francisco en Harlem (1947)
- Francisco en Costa Rica (1961)
- Amighetti grabador (1967)
- Veintiséis dibujos de Francisco Amighetti (1977)
- Aspectos y figuras del pensamiento científico (1986)
- Amighetti (1989)
- Francisco Amighetti (1990)

Además, colaboró con ilustraciones para libros de María Leal de Noguera (Cuentos viejos, 1923); Arturo Mejía Nieto (El trunco, 1932); Fernando Luján (Álbum de grabados, 1934; Poesía infantil, 1941); Fernando Centeno Güell (Evocación de Xande, 1950; El ángel y las imágenes, 1953); y Rafael Ángel Herra (La guerra prodigiosa, 1986).
Se desempeñó durante años como profesor de la Universidad de Costa Rica y expuso en numerosos países. El museo de Arte de Costa Rica publicó en 1988 el libro Amighetti, 60 años de labor artística, de Carlos Guillermo Montero.

## Premios y homenajes
Durante su vida, Amighetti obtuvo gran cantidad de distinciones:
- Segundo premio en la exposición de artes plásticas auspiciada por el Diario de Costa Rica en 1936
- Primer premio en la novena Exposición de Artes plásticas 1937
- Primer premio en grabado en los Juegos Florales Abelardo Bonilla de la Universidad de Costa Rica, 1969.
- Premio Nacional de Cultura Magón, 1970.
- Primer premio de grabado, II Salón Anual de Artes Plásticas, 1973.
- Premio Nacional Aquileo J. Echeverría en Libro No Ubicable, 1990.
- Doctorado honoris causa de la Universidad de Costa Rica. 1993.
- Premio Teodorico Quirós, Museo de Arte Costarricense, 1998.

Además, fue miembro de la Academia Nacional de Bellas Artes de la República de Argentina.

## Exposiciones
Realizó numerosas exposiciones colectivas e individuales tanto en Costa Rica como en países como Argentina, Guatemala, Estados Unidos, México, Alemania, Japón, Ecuador y Panamá. Se le realizaron varias exposiciones en homenaje en forma póstuma, en Costa Rica en 2004 (Galería Nacional y Museo del Arte Costarricense).